# Neuer Begräbnisplatz (Dessau)

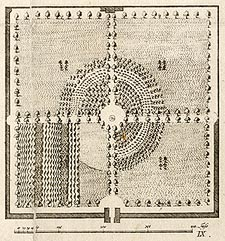
Plan des Neuen Begräbnisplatzes von Erdmannsdorf (um 1787)

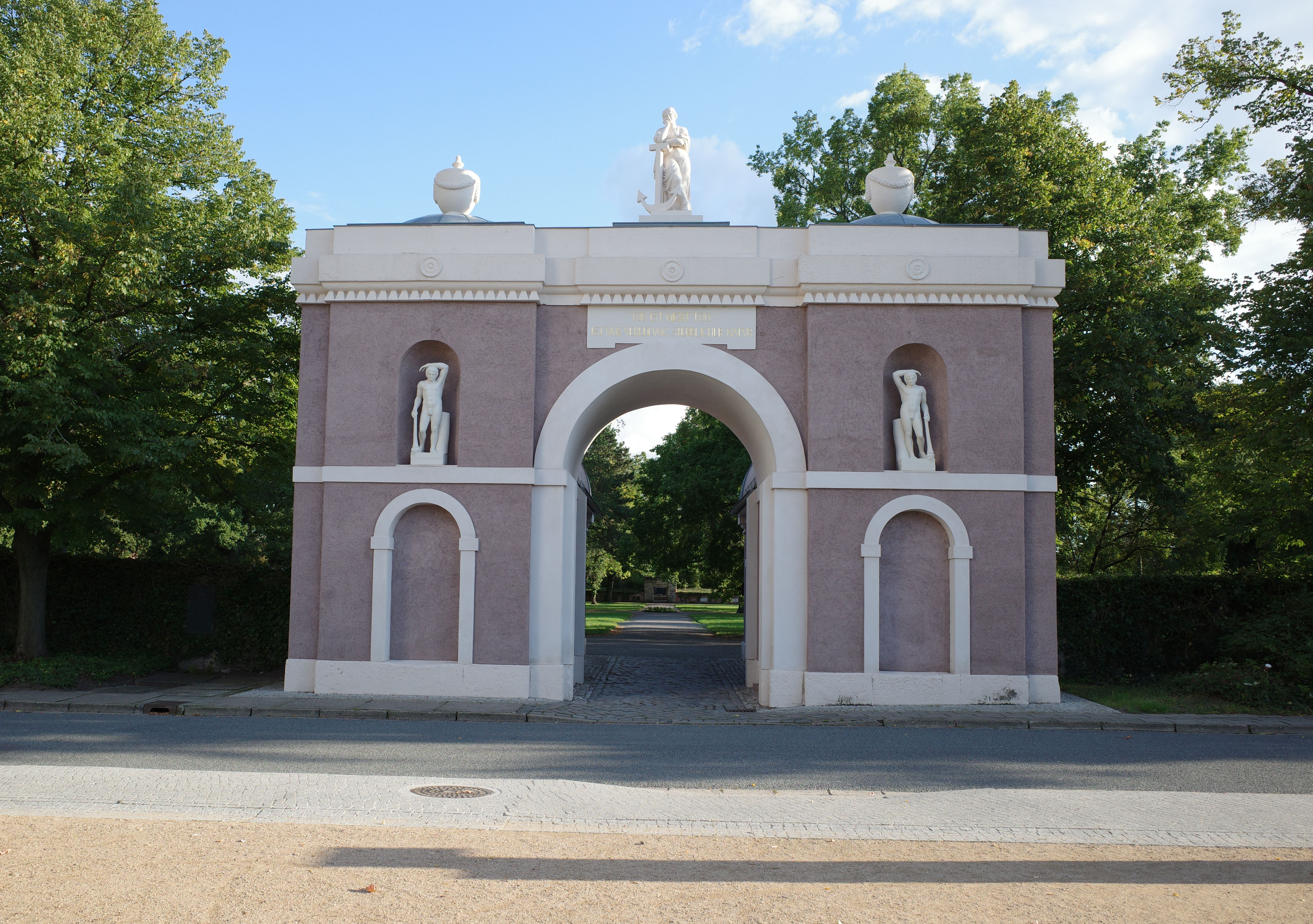
Haupteingang Chaponstraße

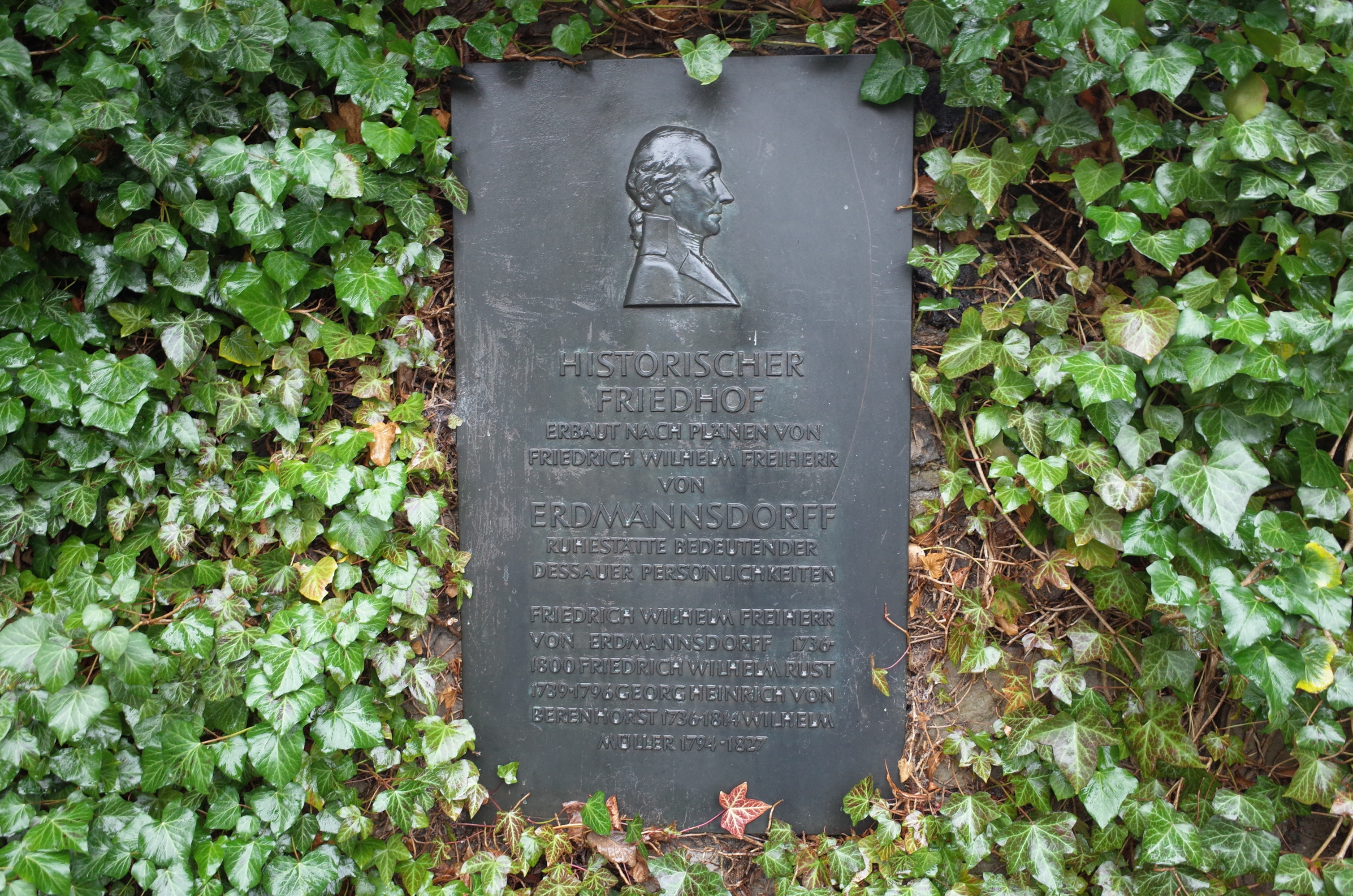
Gedenktafel für Friedrich Wilhelm Freiherr von Erdmannsdorff am Eingang

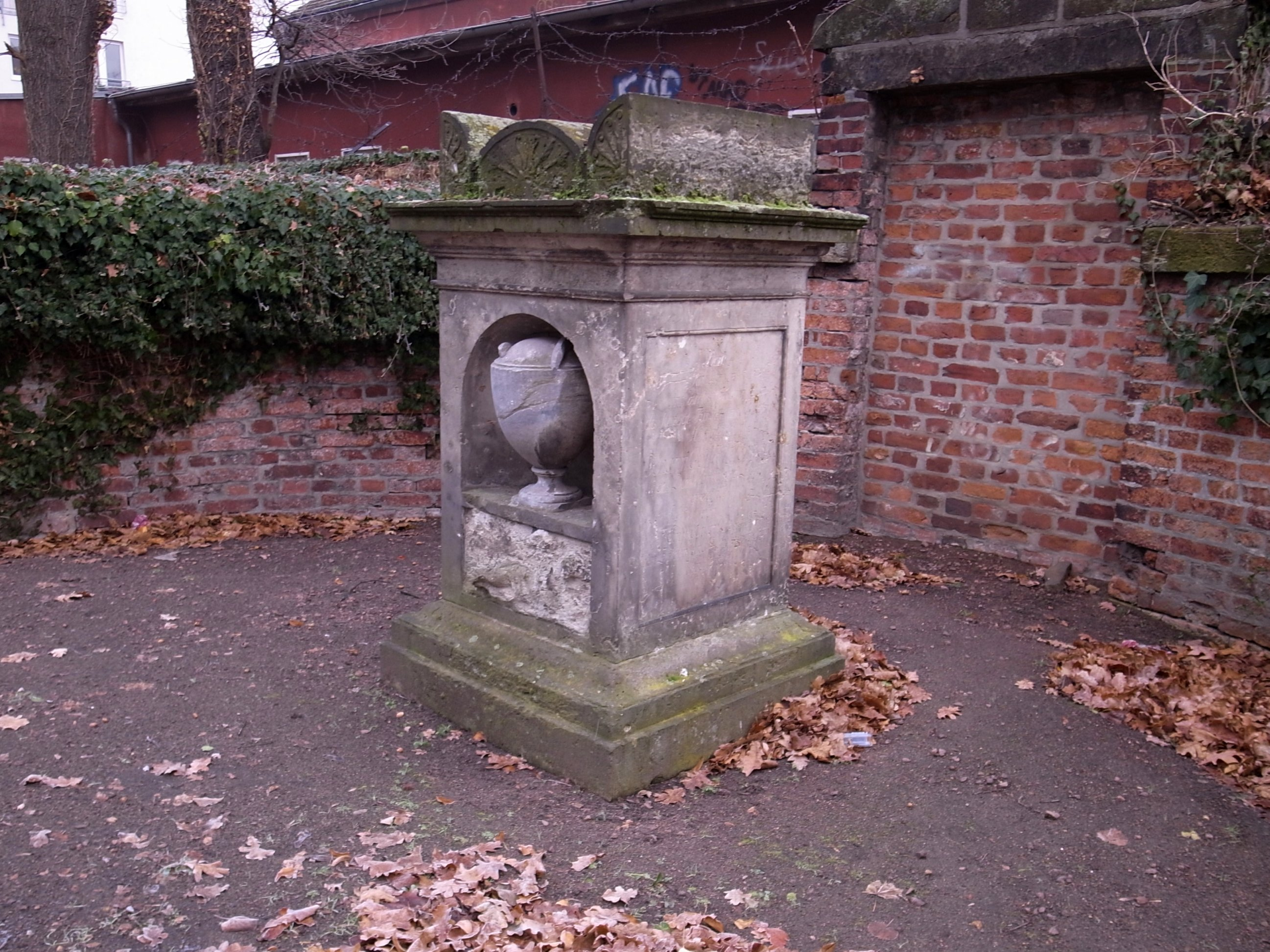
Johann Gottlob Schwabe

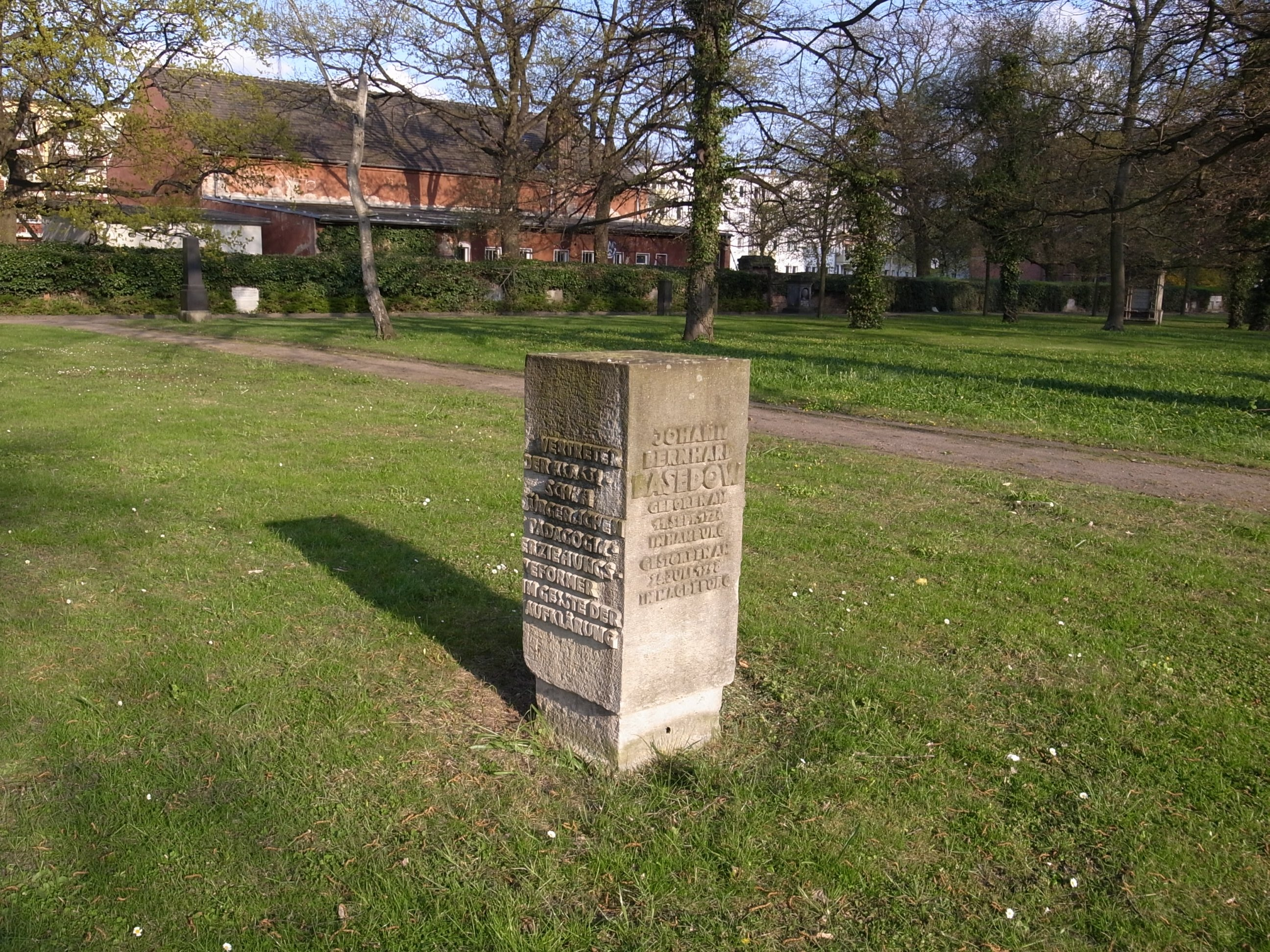
Gedenkstein für Johann Bernhard Basedow

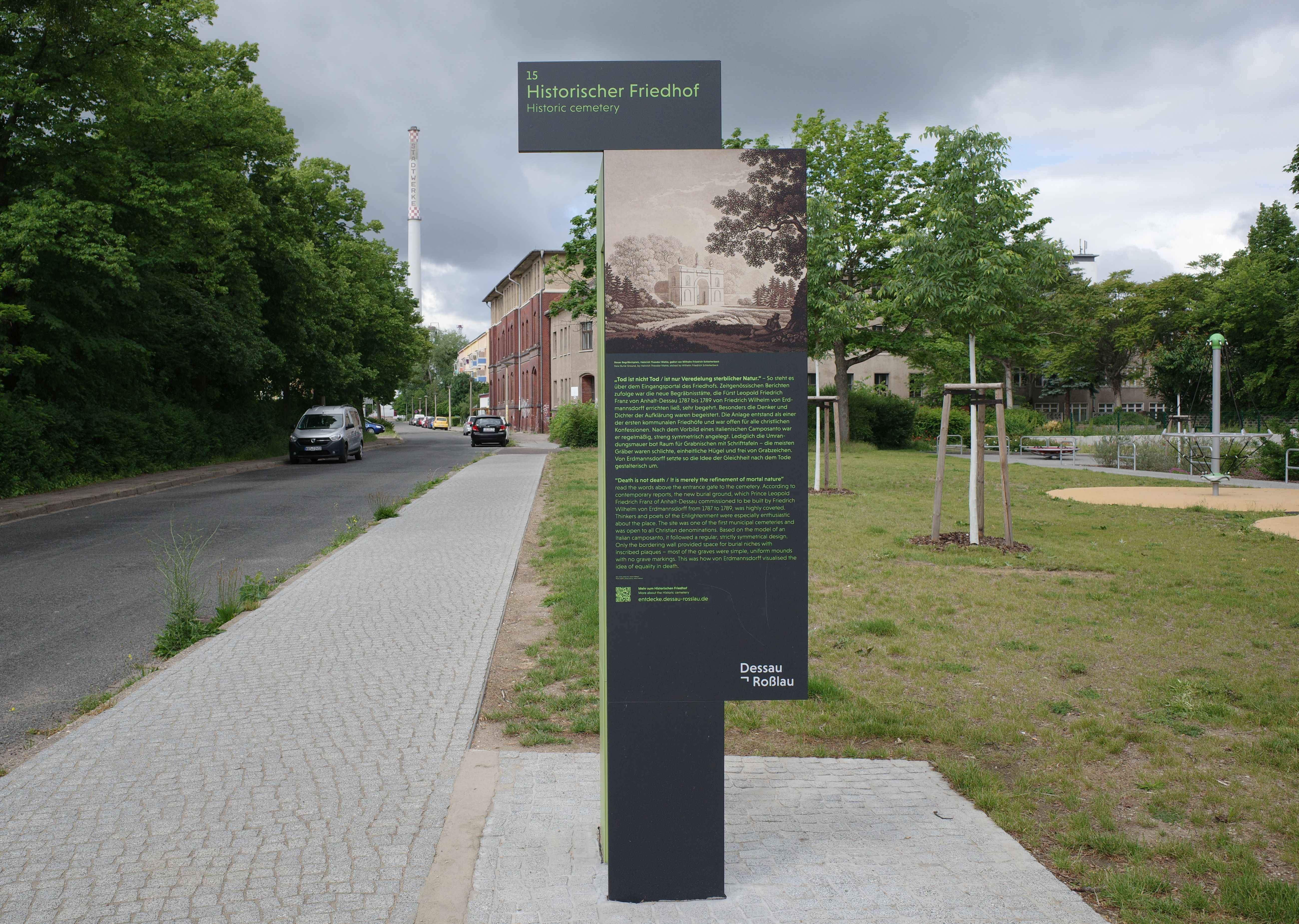
Informationstafel am Friedhof

Der Neue Begräbnisplatz in Dessau ist ein 1787–1789 von Friedrich Wilhelm von Erdmannsdorff geschaffener Friedhof in Dessau.

## Lage
Die Anlage ist heute in Dessau als Historischer Friedhof I bekannt. Sie befindet sich zwischen der Friedhofstraße und Chaponstraße (Haupteingang) unweit des August-Bebel-Platzes.

## Aufbau und Entstehung
Zum Zeitpunkt seiner Entstehung lag der Neue Begräbnisplatz am Askanischen Tor außerhalb der Stadt. Er ist einer der ersten kommunalen Friedhöfe, die nicht um eine Kirche angelegt wurden. Das Eingangsportal ziert die Inschrift „Tod ist nicht Tod, ist nur Veredlung sterblicher Natur“. Der Friedhof wurde als regelmäßiger, streng symmetrischer Friedhof angelegt, dessen quadratische Grundfläche durch ein Wegekreuz mit Mittelrondell erschlossen wurde. Die zentrale Rasenfläche blieb zunächst frei von Grabmälern. In der Außenmauer befinden sich Grabnischen mit Schrifttafeln. Die streng geometrische Anlage mit ihrer offenen Innenfläche unterschied sich deutlich von den engen, oft ungeordneten Strukturen der Kirchenfriedhöfe der damaligen Zeit. Der Friedhof stand allen christlichen Konfessionen offen.

## Eindruck auf die Zeitgenossen
Der neue Friedhof wurde von den Zeitgenossen des 18. Jahrhunderts sehr gelobt. Plätze auf dem Friedhof waren sehr begehrt. Es wird gar von einem Beisetzungstourismus nach Dessau gesprochen.
- „Bei dem Anblick des Gottesackers wandelt mich die Lust an, mich da niederzulegen und zu sterben.“ (C. J. Weber)
- „Es liegt wirklich recht viel Menschlichkeit und Schönheit in der Idee, die da ausgeführt ist.“ (Friedrich Hölderlin)

## Mausoleum der Familie des Fürsten Putjatin
Beeindruckt von der Anlage bat der in Kleinzschachwitz bei Dresden lebende Fürst Nikolai Abramowitsch Putjatin um die Erlaubnis hier ein Mausoleum zu errichten. Der kleine tempelartige Bau aus Crottendorfer Marmor (nach eigenen Plänen des Fürsten) befindet sich in der Westmauer der Anlage. Da bereits 1799 die Stieftochter des Fürsten beigesetzt wurde, trägt das Mausoleum die Bezeichnung „Dem Theuren Kinde“. Die verbliebenen Verse und eine angebrachte Trauermusik in Es-Dur vermitteln einen Eindruck von der Trauer der Familie. Heute ruhen neben ihr der Fürst und seine Ehefrau. Ihre Grabtafeln umrahmten ursprünglich einen antiken flammenden Opferaltar, der jedoch 1852 herausgebrochen wurde.

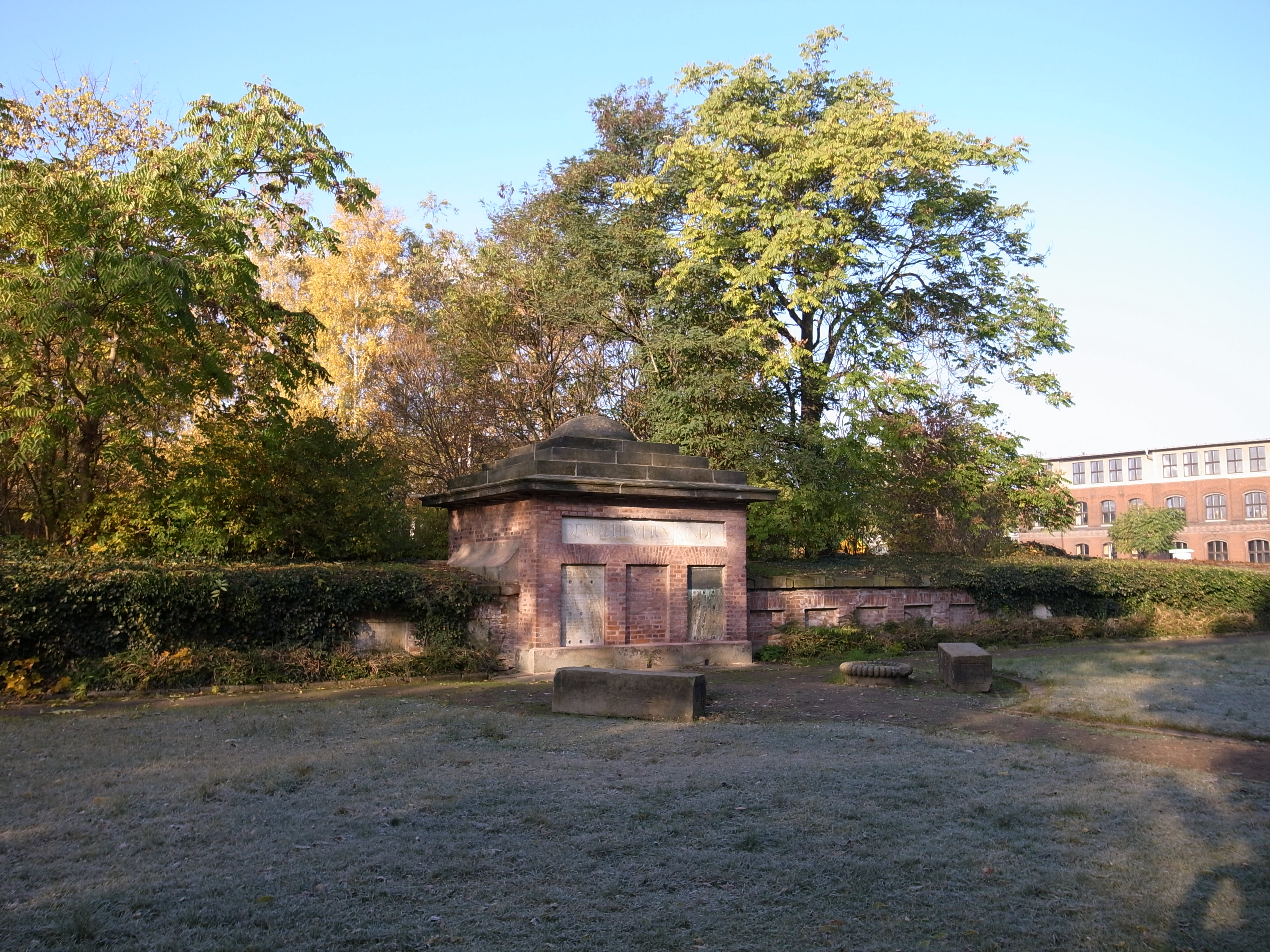
Mausoleum
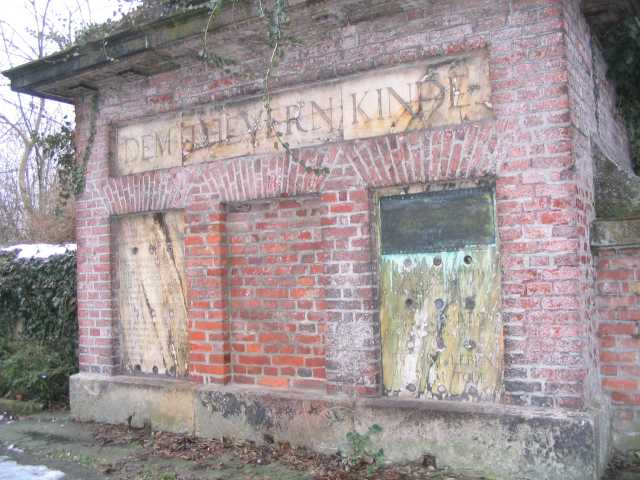
„Dem Theuern Kinde“
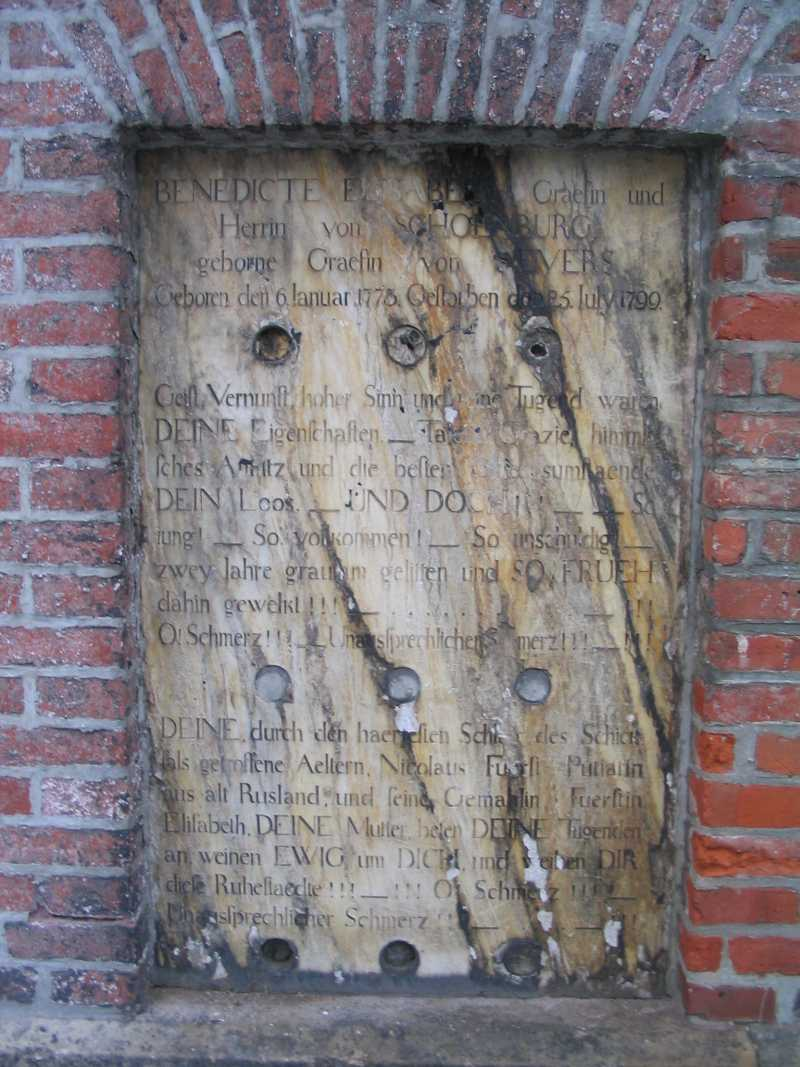
Trauerverse
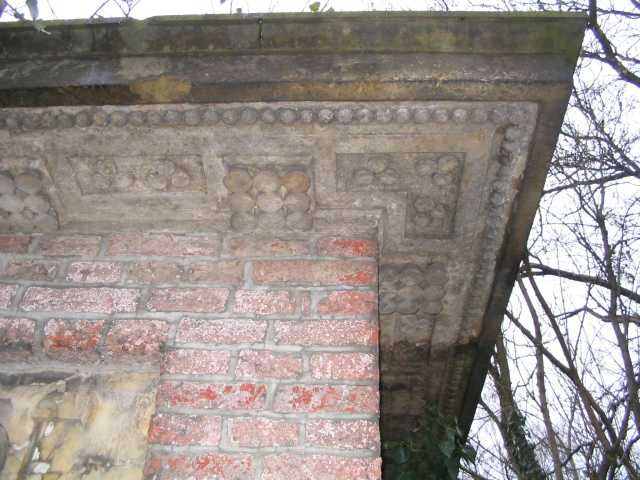
Ornament („Drey im Leben, drey im Tode“)

## Bekannte Persönlichkeiten
Die folgenden bedeutenden Persönlichkeiten sind hier bestattet:
- Friedrich von Anhalt-Dessau (1769–1814), Erbprinz des Fürstentums Anhalt-Dessau
- Friedrich Wilhelm von Erdmannsdorff (1736–1800), Architekt und Architekturtheoretiker
- Stadtoriginal Hobusch (vermutlich 1819–1866), Gelegenheitsarbeiter
- Wilhelm Müller (1794–1827), Dichter und Schriftsteller
- Samuel Heinrich Schwabe (1789–1875), Astronom und Botaniker
- Johann Gottlob Schwabe (1749–1809), Arzt, Herzoglich Fürstlich Anhaltischer Hofrat und Hofchirurg
- Georg Heinrich von Berenhorst (1733–1814), Militärschriftsteller
- Carl Gottfried Neuendorf (1750–1798), Theologe, Pädagoge und Philanthrop
- Familie Oechelhäuser
- Familie Polysius
- Carlo Ignazio Pozzi (1766–1842), Architekt und Baumeister
- Fürst Putjatin (1749–1830), Philanthrop und Philosoph aus der Dynastie der Rurikiden
- August von Rode (1751–1837), Schriftsteller, Beamter und Politiker
- Friedrich Wilhelm Rust (1739–1796), Geiger und Komponist
- Victor von Unruh (1806–1886), Bauingenieur, preußischer Baubeamter und Politiker
- Gerhard Ulrich Anton Vieth (1763–1836), Lehrer und Turnpädagoge
- Fanny Tarnow (1779–1862), Schriftstellerin und Übersetzerin
- Friedrich Schneider (1786–1853), Komponist, Organist und Herzoglich-Anhalt-Dessauischer Hofkapellmeister
- Ernst Wolfgang Behrisch (1738–1809), Hofmeister, Jugendfreund Goethes
- Karl Friedrich von Willisen (1788–1873), preußischer Generalleutnant
- Karl Wilhelm von Willisen (1790–1879), preußischer Generalleutnant und Militärschriftsteller
- Rudolf von Normann (1806–1882), Maler, Zeichner, Lithograf und Bühnenbildner
- Christian Gottlob Neefe (1748–1798), Musiker, Komponist, Lehrer Beethovens in Bonn
- Johann Heinrich Beck (1788–1875), Porträt- und Hofmaler
- Carl Wilhelm Kolbe (1757–1837), Maler, Grafiker und Schriftsteller